# Camila Gómez
Camila Gómez, född 6 juli 1995 är en volleybollspelare (högerspiker).
Soto spelar med Colombias landslag och har med dem deltagit silver vid sydamerikanska mästerskapen 2013, där de kom fyra,  sydamerikanska mästerskapen 2021, där de tog silver, och vid VM 2022. Hon har spelat med klubbar i Brasilien, USA, Colombia och Rumänien.